# Suikinkutsu

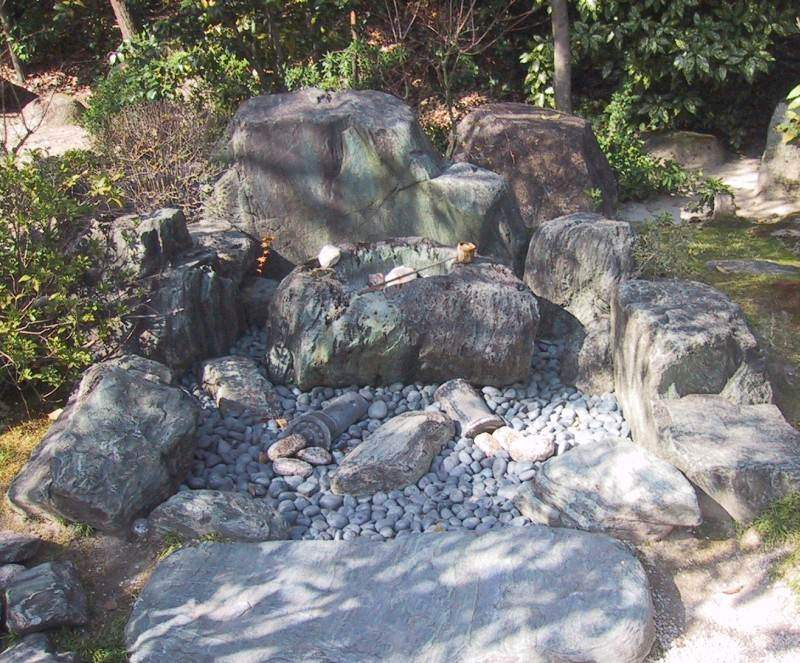
Doppelter suikinkutsu an der Burg Iwasaki in Nisshin, Präfektur Aichi

Ein Suikinkutsu (japanisch 水琴窟), auch bekannt als „Wasser-Zither(koto)-Höhle“ ist eine Form japanischer Gartenornamentik und zugleich ein musikalisches Element. Das suikinkutsu besteht vor allem aus einem auf den Kopf gestellten Topf mit einem Loch an seiner Oberseite. Durch das Loch tropft Wasser in den Innenraum, in dem bereits ein kleiner Wasserteich enthalten ist, und produziert dabei einen platschenden Ton, der sich innerhalb des Topfes wie eine Glocke oder eine Saite der als Koto bekannten japanischen Zither anhört. Im Normalfall befindet sich das suikinkutsu in der Nähe eines traditionellen japanischen Steinbeckens, welches chozubachi genannt wird und Teil des tsukubai ist, der Vorrichtung zum Händewaschen vor der japanischen Teezeremonie.

## Traditioneller Aufbau
Der Aufbau eines suikinkutsu ist schwieriger, als dies den Anschein hat, da alle Komponenten miteinander fein abgestimmt werden müssen, um einen wohlklingenden Ton zu erzeugen. Der wichtigste Teil des Aufbaus ist das Gefäß, der verkehrt herum in den Boden eingegrabene Topf. Im Normalfall werden hierfür Töpfe verwendet, die als Behälter für Reis oder Wasser erhältlich sind, dabei können sowohl glasierte wie auch unglasierte Töpfe verwendet werden. Heutzutage sind auch metallene suikinkutsu erhältlich. Als günstigste Töpfe haben sich allerdings unglasierte Töpfe etabliert, da die raue Oberfläche bei der Bildung der Tropfen hilft. Die Höhe des Topfes kann von 30 Zentimeter bis zu einem Meter reichen, bei einem Durchmesser von 30 bis 50 Zentimeter. Das Loch an der Oberseite hat einen Durchmesser von etwa zwei Zentimetern. Ebenso wie eine Glocke sollte der Topf eines guten suikinkutsu klingen, wenn man ihn anschlägt, wobei ein Gefäß mit einem guten Sound auch einen guten suikinkutsu liefert. Ein kaputter Topf produziert dagegen keinen guten Ton und kann für einen suikinkutsu nicht verwendet werden.

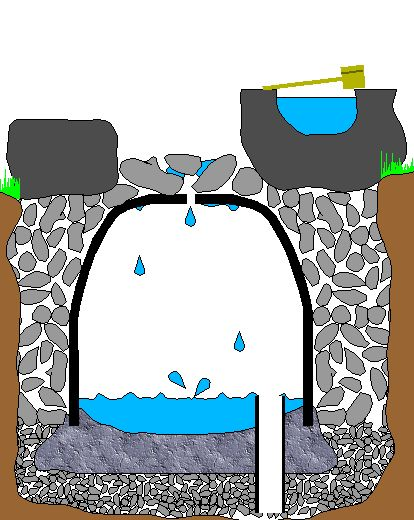
Querschnitt eines suikinkutsu

Der suikinkutsu ruht normalerweise in einem Bett aus Schotter. Die Fläche unter dem Topf ist häufig betoniert, sodass sich eine Pfütze ansammeln kann, manchmal besteht sie jedoch auch einfach aus festgeschlagenen Boden oder Lehm. Eine Drainage ermöglicht den Abfluss, damit das Wasser nicht zu hoch ansteigen kann. Auf der Oberseite des Topfes decken größere Steine denselben vollständig ab. Traditionelle suikinkutsu befinden sich immer in der Nähe eines Handwaschbeckens, des chozubachi, wobei das suikinkutsu immer zwischen dem Becken und dem ersten Wegstein vor dem Becken liegt. Material und Ausführung des suikinkutsu können je nach Region stark variieren.
Normalerweise wird nur ein einzelner Topf vor einem chozubachi vergraben. Manchmal gibt es allerdings auch Installationen mit zwei oder auch mehr suikinkutsu vor einem Becken. Eine solche Doppelinstallation findet sich beispielsweise vor der Burg Iwasaki in Nisshin in der Präfektur Aichi, auf dem Campus des Takasaki Art Center College in Takasaki in der Präfektur Gunma oder in der Universität von Kyoto. Dadurch, dass bei diesen Konstruktionen die Öffnungen der einzelnen suikinkutsu mehr als 50 Zentimeter auseinanderliegen, ist es schwierig, beim Waschen der Hände beide Öffnungen zu treffen, wodurch die Öffnungen in diesem Fall normalerweise bewusst bespritzt werden statt durch Zufall beim Waschen.

## Geschichte
Ursprünglich waren die suikinkutsu bekannt als tosuimon (洞水門), wurden jedoch in japanischen Gärten nur sehr selten eingesetzt. Wahrscheinlich wurde ursprünglich einfach ein Gefäß im Garten nahe dem Waschbecken begraben, um ein Drainagesystem zu bekommen. Dadurch entstanden die Geräusche, und die Gartenarchitekten wurden dadurch angeregt, den Ton zu verbessern und das suikinkutsu zu entwickeln. Den Namen suikinkutsu erhielt die „Wasserharfe“ etwa um die Mitte der Edo-Zeit (1603–1867), in der sie in Japan ständig an Popularität gewann. Etwa um dieselbe Zeit wurde auch das steinerne Waschbecken, der chozubachi, entwickelt. Besonders bekannt wurde der suikinkutsu des berühmten Meister der japanischen Teezeremonie Kobori Enshū, der bis heute immer wieder als Erfinder des suikinkutsu genannt wird. Zum Ende der Edo-Zeit nahm die Beliebtheit der suikinkutsu wieder ab und stieg erst während der Meiji-Zeit (1867–1912) wieder.
Zum Beginn des 20. Jahrhunderts, in der frühen Shōwa-Zeit, waren sowohl der Name suikinkutsu als auch die Funktionsweise des Instruments weitestgehend in Vergessenheit geraten. Ein Bericht des Professors Katsuzo Hirayama von der Landwirtschaftlichen Universität Tokio, den er 1959 veröffentlichte, benannte in ganz Japan nur noch zwei bekannte suikinkutsu, und beide waren nicht mehr funktionstüchtig und mit Erde gefüllt. 1982 erschien in der Zeitung Asahi Shimbun ein Artikel zum suikinkutsu, mit der Bitte an die Bevölkerung, noch weitere suikinkutsu im Land zu benennen, wodurch eine Reihe dieser Instrumente wiederentdeckt werden konnten. 1985 erschien dann ein Fernsehbericht über die suikinkutsu im japanischen Fernsehen und führte zu einer neuen Popularität der Installation und zur vielfachen Neueinrichtung von suikinkutsu und chozubachi in den Gärten Japans.

## Moderne Varianten
Heute gibt es eine Reihe von modernen Abwandlungen der traditionellen suikinkutsu. Die folgende Liste zeigt einige der möglichen Abwandlungen auf:
- Moderne suikinkutsu liegen nicht immer in der Nähe eines traditionellen chozubachi, wie dies traditionell gefordert ist.
- Moderne suikinkutsu können statt der einzelnen Tropfen auch mit einem kontinuierlichen Wasserstrom ausgestattet sein, wodurch ein kontinuierlicher Ton (suitekion) statt eines Tropfentons (ryusuion) entsteht.
- Wie oben bereits erwähnt, gibt es heute auch metallene suikinkutsu.
- Nicht alle suikinkutsu sind heute unterirdisch, es gibt auch eine Reihe von suikinkutsu, die als Teile von Skulpturen oberirdisch liegen.
- Heute gibt es auch suikinkutsu innerhalb geschlossener Räume.
- In Restaurants, Geschäften und anderen Räumen kann das Geräusch eines innen- oder außenliegenden suikinkutsu auch elektronisch verstärkt und über Lautsprecher eingespielt sein.
- Ein zusätzliches Rohr kann vorgesehen werden, um die Töne aus dem Hohlraum des suikinkutsu an einen anderen Ort zu leiten, z. B. in einen Innenraum.
- Manchmal werden Bambusrohre bereitgestellt, die mit einem Ende auf den Boden gehalten werden können, um am anderen Ende die Töne verstärkt wahrzunehmen.

## Philosophie
Ein wichtiger Teil hinter der Idee von Suikinkutsu ist, dass die Einrichtung nicht zu sehen ist. Der Besucher wäscht seine Hand und hört das angenehme Geplätscher aus dem Boden. Der Akt des Händewaschens kann auch als das Spielen der suikinkutsu angesehen werden, da das Plätschern kurz nach dem Händewaschen eintritt. Der klare Klang von Wassertropfen wird als entspannend und beruhigend angesehen und auch als sehr schön und friedvoll beschrieben.

## Verschiedenes
Im Jahr 1995 wurde eine CD auf dem Campus des Takasaki Art Center College aufgenommen und wird heute kommerziell von der Plattenfirma Victor Records vertrieben. Eine Reihe weiterer, meist japanischer, Musiker nutzen suikinkutsu-Töne in ihren Aufnahmen als Begleitsounds. Als führender Wissenschaftler und Musikologe im Umfeld der suikinkutsu gilt heute Naoko Tanaka.